# Highsnobiety
Highsnobiety er en platform og streetwear-blog grundlagt i 2005 af David Fischer. Den dækker trends og nyheder indenfor mode, kunst, musik og kultur og er placeret i Berlin med yderligere kontorer i Amsterdam, Berlin, Miami, Los Angeles, London og New York. Der er i alt omkring 100 ansatte. Den første trykte udgave var et magasin, som blev udgivet i sommeren 2010.  Highsnobiety har omkring 500 millioner visninger om måneden inklusiv besøg på sociale medier. Over 8 millioner mennesker besøger hjemmesiden mindst en gang om måneden.

## Historie
- 2005: Highsnobiety blev grundlagt som en privat blog af David Fischer.[5]
- 2017: Highsnobiety fremlagde en langsigtet dokumentar om falske mærker i Sydkorea.[6]
- 2018: Highsnobiety modtog $8,5 millioner i Series-A- finansiering fra Felix Capital.[7]
- 2018: Highsnobiety lancerede et japansksproget websted.[8]
- 2020: Highsnobiety udgav endnu en dokumentar, der omhandler Colette, som var en tidligere streetwear-butik i Paris.[9]

## Samarbejder
Gennem årene har Highsnobiety samarbejdet med mærker som Xbox , Diadora , Puma  og A Bathing Ape  samt danske Soulland .

## Priser
- 2017 Webby Award for en kulturel blog/websted.[14]
- Business of Fashion, 2017 BoF 500, Media.[15]